# (31669) 1999 JT6
(31669) 1999 JT6 est un astéroïde Apollon et aréocroiseur, classé comme potentiellement dangereux. Il fut découvert par LINEAR à Socorro le 12 mai 1999.